# Zahartowani
Zahartowani (cz. Zocelení) – czechosłowacki film dramatyczny z 1951 w reżyserii Martina Friča. 

## Obsada
- Oldřich Lukeš jako Franta
- Jaroslav Mareš jako Jan
- Bohuš Hradil jako Žíbek
- Jana Dítětová jako Marie
- František Kovářík jako Kolařík
- Marie Nademlejnská jako Kolaříková
- Miloslav Holub jako Kotrna
- Josef Chvalina jako Stárek
- Karel Houska jako Helmut
- Josef Waltner jako członek zarządu
- Vladimír Řepa jako Dundr
- Alois Dvorský jako Vinš
- Karel Jelínek jako Otta
- Felix le Breux jako dyrektor
- Miroslav Doležal jako strajkujący
- Josef Steigl jako żandarm
- Marta Fričová jako sekretarka
- Bolek Prchal jako oberżysta
- Jiří Kostka jako walcownik
- Radovan Lukavský jako strajkujący walcownik
- Antonie Hegerlíková jako kobieta u brygadzisty

## Źródła
- Zahartowani w bazie IMDb (ang.)
- Zahartowani w bazie Filmweb
- Zocelení w bazie Kinobox.cz (cz.)
- Zocelení. w bazie ČSFD.cz. (cz.).
- Zocelení. w bazie FDb.cz. (cz.).